# Berezlany
Berezlany (biał. Беразляны, Bierazlany; ros. Березляны, Bieriezlany) – wieś na Białorusi, w obwodzie brzeskim, w rejonie janowskim, w sielsowiecie Soczewki.

## Historia
W dwudziestoleciu międzywojennym leżały w Polsce, w województwie poleskim, w powiecie drohickim, do 12 kwietnia 1928 w gminie Drużyłowicze, następnie w gminie Janów. W 1921 wieś liczyła 336 mieszkańców, zamieszkałych w 63 budynkach, w tym 312 Białorusinów, 16 Rosjan i 8 Żydów. 328 mieszkańców było wyznania prawosławnego i 8 mojżeszowego.
Po II wojnie światowej w granicach Związku Sowieckiego. Od 1991 w niepodległej Białorusi.